# Дзвін

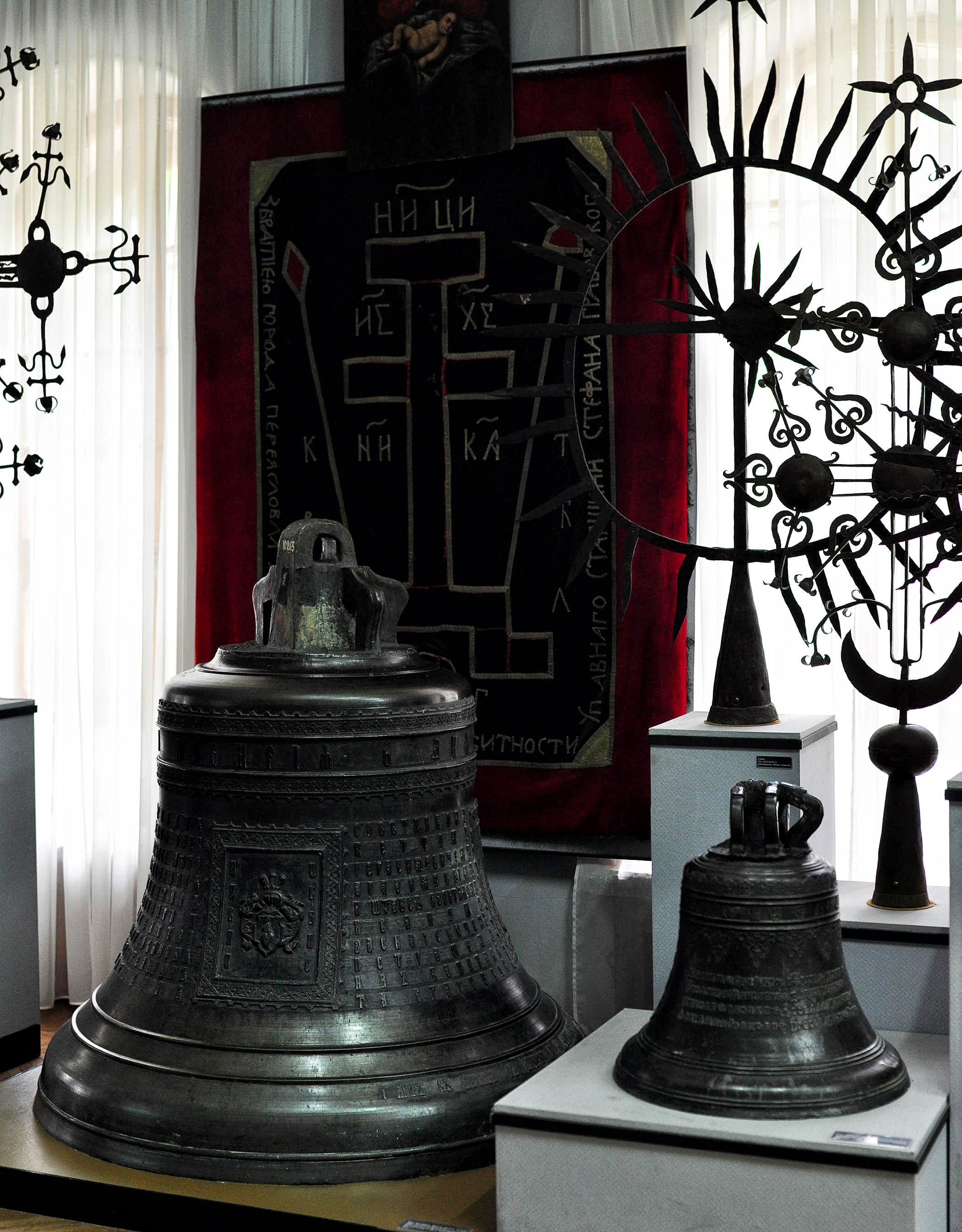
Кизи-Кермен, Полтава

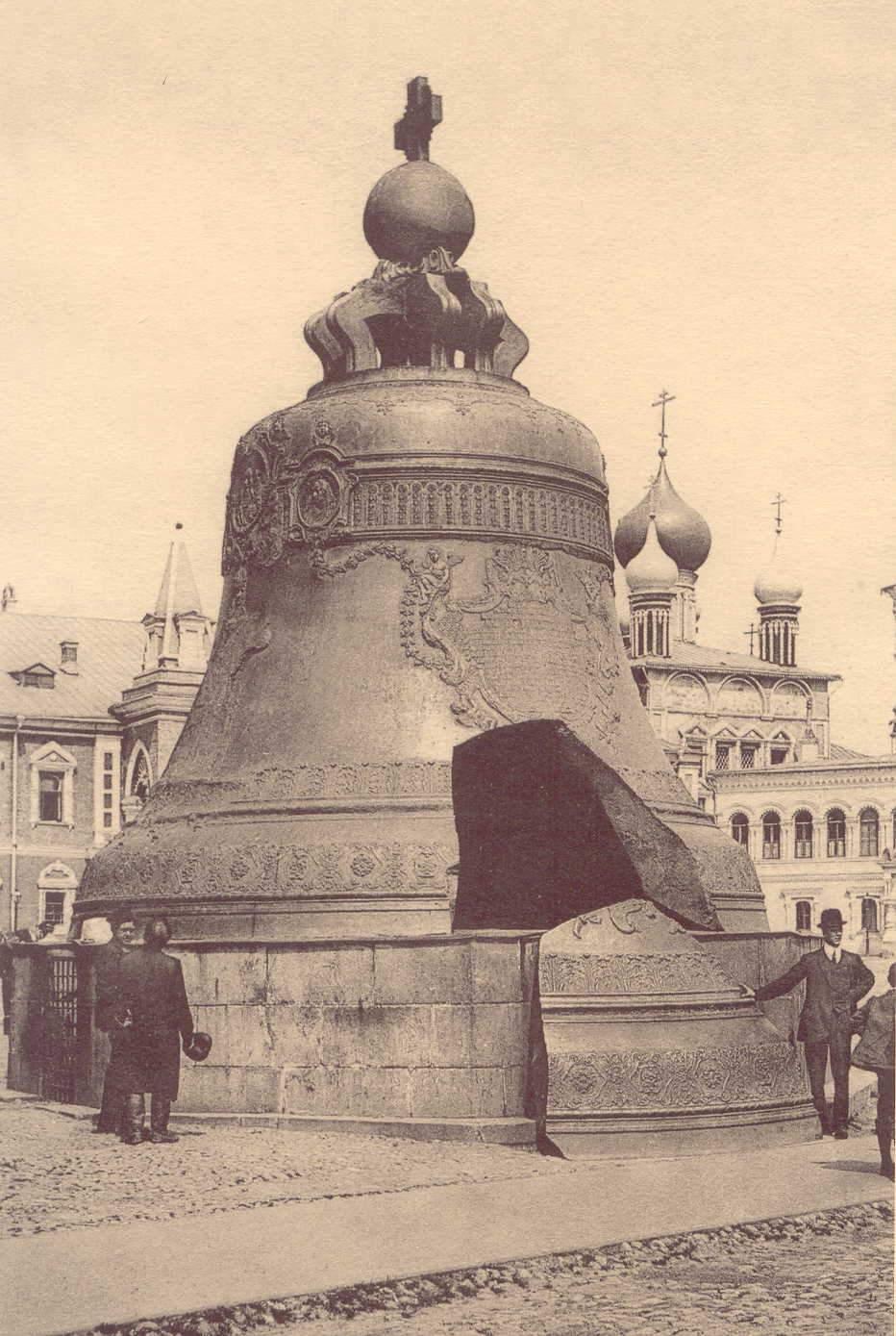
Цар-дзвін, Москва

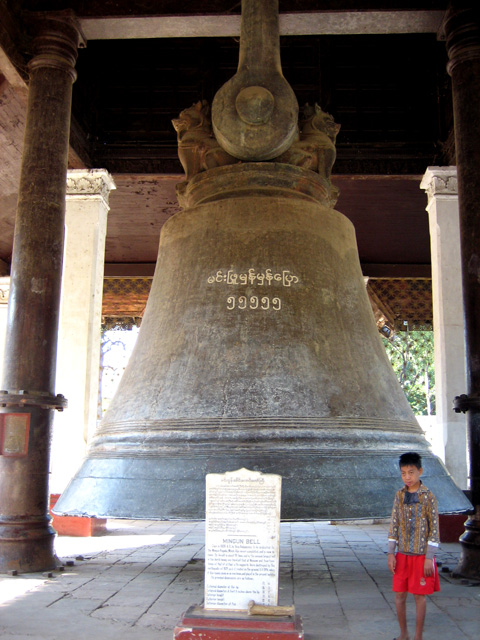
Великий Мінгунський Дзвін (М'янма)

Дзвін (староцерк.-слов. ка́мпанъ — від грец. καμπάνα < лат. campana), заст. колокі́л (прасл. *kolkolъ) — ударний музичний, а також сигнальний підвісний інструмент, часто зі сталі чи бронзи, у формі порожнистої, зрізаної знизу груші, в якій підвішений ударник (било, язик, діал. бо́вкало). У деяких дзвонів рухається било, в інших — у рух приводиться саме тіло. Існують і дзвони з молоточками — карильйони.

## Етимологія
Слово дзвін (заст. звін) пов'язане з дзвонити, дзвеніти. Схожі назви в нього і в інших слов'янських мовах: біл. звон, пол. dzwon, серб. звоно/zvono, хорв. zvono, словац., словен. і чеськ. zvon, мак. ѕвон, заст. і діал. рос. звон (у словнику В. І. Даля наведене з позначкою «північне і південне»). Зі слов'янських мов походить і латис. zvans.
Церковнослов'янська назва ка́мпанъ походить через грец. καμπάνα від лат. campana, що утворена від назви провінції Кампанія.
Архаїчна назва колокі́л походить від прасл. *kolkolъ. Можливо, споріднене з лит. kañkalas (з *kalkalas), грец. καλέω («кличу»), κέλαδος («шум»), лат. calāre («скликати»), давн.в-нім. hellan («звучати»).

## Історія

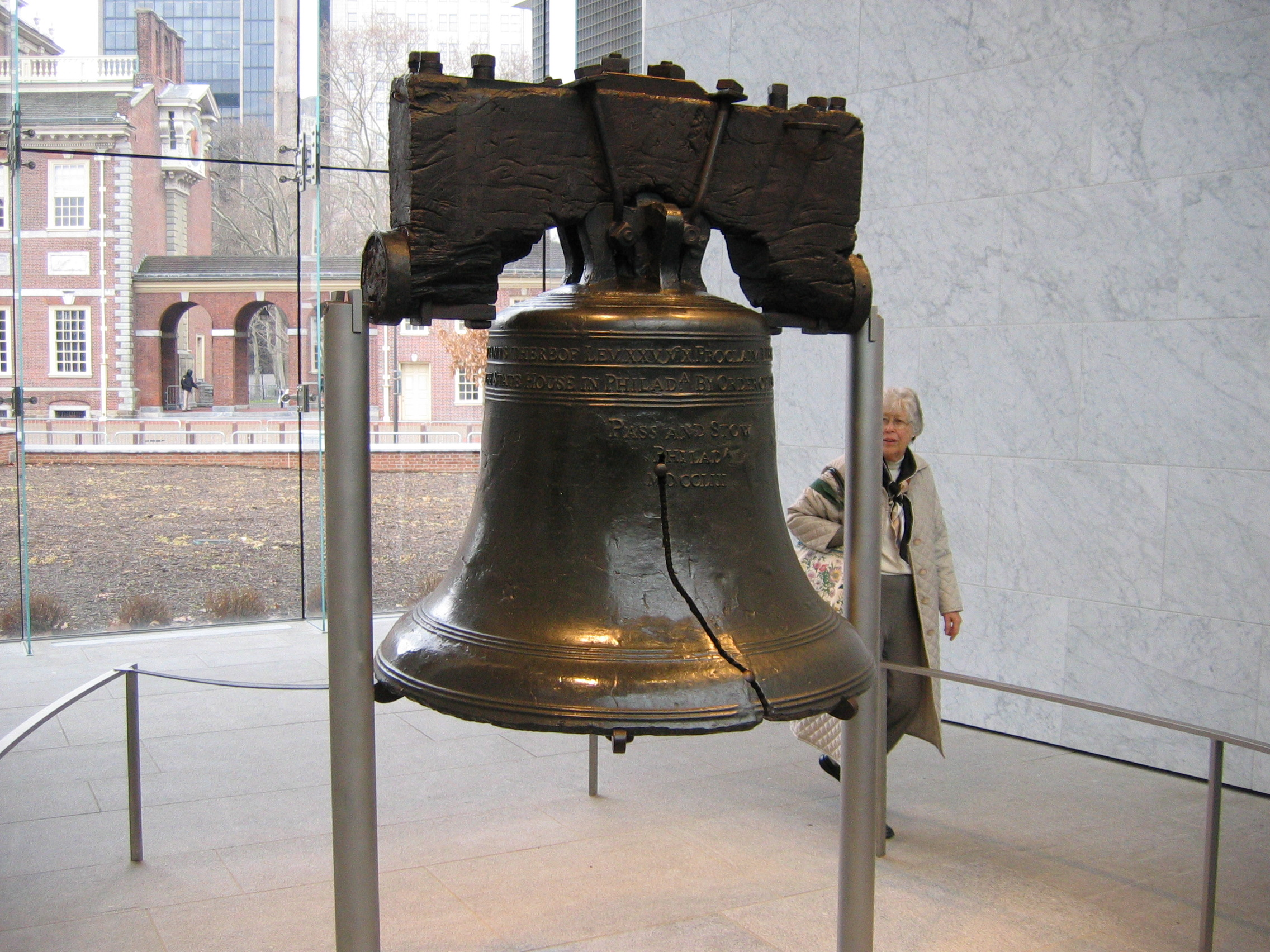
Дзвін Свободи (Філадельфія)

Дзвони — один із найдавніших та найпоширеніших інструментів світу. Одними з найдавніших дзвонів вважаються китайські дзвони чжун 鐘\钟, що датуються 2000 — 3600 р. до н. е.
Більша частина історії дзвонів у Європі тісно пов'язана з історією християнства. Перше використання дзвонів в християнській Європі церковне передання приписує Св. Павлину, єпископу Ноланському (353—431). Згідно з ним, прообразом перших дзвонів були польові квіти — дзвоники, а латинська назва дзвонів campana пов'язана з італійською областю Кампанія, де розташована Нола. Історичні пам'ятки Заходу згадують про дзвони лише в VII ст. при храмах у Римі та Орлеані. Значного поширення на Заході дзвони дістали у VIII ст. завдяки Карлу І Великому. Виготовлялися дзвони зі сплаву міді та олова, пізніше до цих металів почали додавати залізо та в рідких випадках срібло. На православному Сході дзвони вперше з'явились у IX столітті за імператора Василя І Македонянина, але широкого розповсюдження при храмах дістали лише після захоплення Константинополя хрестоносцями в 1204 році під час 4-го хрестового походу.
Про певний рівень поширення дзвонів на українських землях можна говорити, починаючи приблизно з другої половини ХІ століття, їх походження, на думку істориків — Західна Європа. Перша літописна згадка про дзвони на Русі датована 1066 роком. У Києві дзвони були при Десятинній та Іринінській церквах. Також згадуються дзвони у храмах Новгорода (XI століття), Полоцька, Новгород-Сіверського і Володимира-Волинського (кінець XII століття). У літописах написано також про майстрів дзвонової справи Суздаля та Києва. Найстаріший руський дзвін, що зберігся до наших часів, було знайдено під час розкопок 1906 р. у Києві на Подолі. Величезний за обсягом та змістовністю матеріал, що стосується історії дзвонів, технології їх виготовлення наведено в книзі.
Разом із дзвонами використовували також била та клепала, які існували до останнього часу в деяких монастирях. Але дивно те, що Русь запозичила дзвони зовсім не з Греції, звідки прийняла православ'я, а із Західної Європи. У Руській Церкві в древності для дзвонів будувались дзвіниці у вигляді стінки з наскрізними отворами (так звані ширмові дзвіниці), в яких підвішувались дзвони. З XIV ст. на Русі з'являються багатоступінчасті вежі з конусоподібною покрівлею, під якою знаходились дзвони. Дзвіниця спочатку будувалася окремо від храму, але в московській архітектурі XVI—XVII ст. з'явилися храми побудовані разом із дзвіницями, які входять у будову храму, складаючи з ним одне ціле.

## Види дзвонів
На Сході в невеликі дзвони ударяють палицею, у великі — масивною підвішеною балкою, яка розхитується дзвонарем.
У всьому світі поширена практика дзвонити в дзвони (зокрема великі) за допомогою молоточків, оскільки хитання дзвонів здатне викликати пошкодження дзвіниць.

### Японські дзвони
Японські сінтоїстські і буддистські дзвони використовують у релігійних церемоніях. Сузу — сферичні дзвоники з металевими кульками. Кане — півсферичний дзвін, удари завдають по його зовнішній стінці. Бонсьо — великі висячі храмові дзвони.

## Найвідоміші дзвони
- Цар-дзвін (рос. Царь-колокол), знаходиться в Москві у Кремлі — вилитий у 1733 році за наказом імператриці Анни Іванівни. Має висоту з вушками — 6,14 м, діаметр — 6,6 м, вагу близько 10 000 пудів (160т).
- Великий Мінгунський Дзвін (М'янма) — Найбільший діючий на сьогодні дзвін — вага 90 тон.
- Дзвін Зигмунта (пол. Dzwon Zygmunta), що знаходиться у замку Вавель у Кракові, 1520 р. — В цей дзвін дзвонять лише при надзвичайних подіях, останній раз — 2 квітня 2005 р. під час оголошення смерті Папи Іоанна Павла ІІ. Вага: 10 980 кг; Серце: 350 кг. Діаметр: 2,424 м
- Великий Том[en] (англ. Great Tom), що знаходиться у Церкві Христа в Оксфорді — 1545 р., вага — близько 7 тон, висота — 215 см, діаметр — 175 см.
- Дзвін Свободи (англ. Liberty Bell), що знаходиться у Філадельфії — є символом американської історії боротьби за незалежність від Великої Британії. Цей дзвін скликав мешканців Філадельфії на проголошення Декларації незалежності Другим континентальним конгресом у 1776 році. Вага — 2000 фунтів (більше тони). Виготовлений зі сплаву міді (70%) та олова (25%). Напис: «І оголосіть свободу на землі всім жителям її». У цей дзвін і зараз щороку дзвонять (обережно) у День незалежності США.
- Найбільший за вагою дзвін в Україні — 14,5 тон, встановлено в Спасо-Преображенському соборі міста Одеса (дані за 2008 рік). 2013 року на честь 1025 річниці хрещення Київської Русі в Донецьку було відлито дзвін вагою 13 000 кг.  28 липня 2013 року дзвін було урочисто передано в храм св. рівноапостольного князя Володимира в Криму (Херсонес).

## Будова дзвона

Будова дзвона: 1 — балка з хомутами, 2 — голова з вухом, 3 — плечі, 4 — верхній поясок, 5 — талія, 6 — вал, 7 — губа, 8 — устя, 9 — било, 10 — нижній поясок

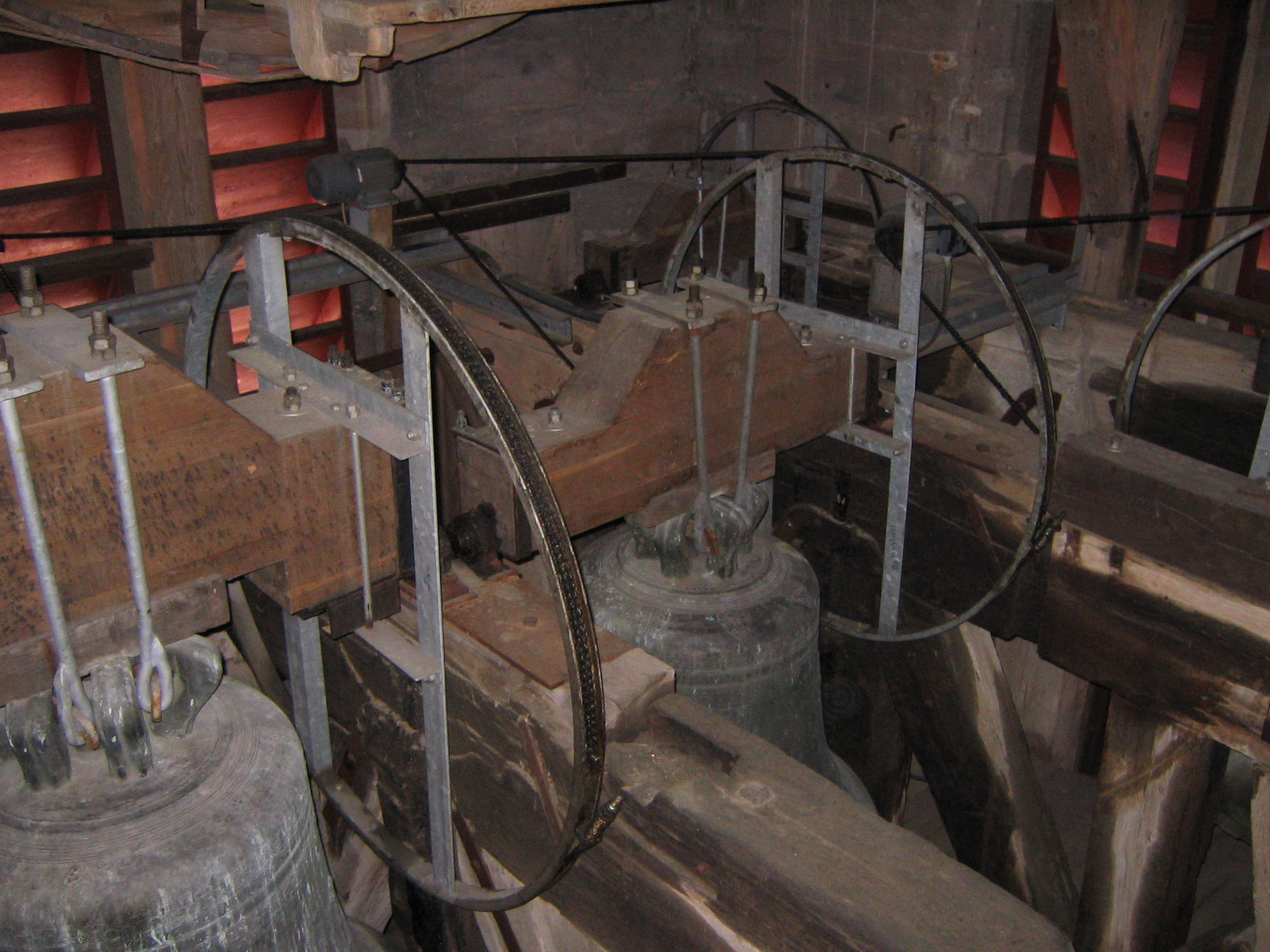
Кріплення рухомого дзвона хомутами до балки

У дзвоні виділяють такі частини: голову чи корону — верхню частину, яку використовують для підвішування; шийку — місце переходу голови у тулуб; тулуб (спідницю) — основну частину дзвона; устя — нижній отвір; било, серце чи язик (діал. бо́вкало) — рухомий елемент всередині. У тулубі дзвона розрізняють: плечі — верхню частину, до якої кріпиться голова з шийкою; верхній поясок і нижній поясок (заплічка); талію — простір між поясками; вал — розширення внизу, губу — нижню крайку. Внутрішня поверхня нижньої частини вала — підсічка. У билі виділяють стрижень із сергою, головку та кінцевик (шийку). Верхня плоска частина тулуба під шийкою називається сковорода (дно), заглибина зсередини — зводом. Для підвішування била всередині зводу є вухо (серга). Місце, по якому вдаряє головка била, називається звуковим кільцем. У голові пророблені вуха, призначені для підвішування дзвона.

### Підвішування дзвона
За способом приведення дзвона в дію розрізнюють рухомі та нерухомі дзвони. Перші жорстко кріпляться верхньою частиною до рухомої перекладини — балки, повертанням якої вздовж поздовжньої осі приводять у рух било. Дзвони другого типу підвішують вільно до кріплення, а било приводять у дію за допомогою мотузки. Іноді може застосовуватися молоток, закріплений на шарнірі біля вала дзвона, який урухомлюється приводом.
Балка, до якої підвішується дзвін, зазвичай виготовляється з дерева, але трапляються й сталеві. Дзвін підвішують до балки за допомогою металевих хомутів, пропущених через вуха голови. У нерухомих дзвонів до кінцевика била прив'язують мотузку. Кінці мотузок кількох дзвонів можуть зв'язувати разом для зручнішої роботи дзвонаря. У деяких дзвонів кінець мотузки можуть кріпити до ножної педалі. Рухомі дзвони кріплять до рухомої балки, здатної повертатися вздовж поздовжньої осі на цапфах (у деяких мовах її називають «ярмом»). Міцність її має бути достатньою, щоб витримувати потрійну вагу дзвона (внаслідок навантажень під час його розхитування). Для її приведення в рух вона споряджається або прикріпленими перпендикулярно до неї важелями з прив'язаними на кінцях мотузками, або надітими на неї колесами-шківами, із закріпленою на колесі одним кінцем мотузкою (балки дуже великих дзвонів мають електропривід з пасами, пропущеними по жолобах шківів). Спосіб кріплення дзвона й урухомлення балки уможливлює дзвоніння «з повним обертом» (англ. full circle ringing). Для того, щоб запобігти обертанню балки більш ніж на 180°, зверху на ній закріплений обмежник — вертикальний брус. Коли дзвін повертається вустям догори, обмежник впирається в повзун — перпендикулярний йому горизонтальний брус під дзвоном, розташування якого може регулюватися дзвонарем залежно від потрібної величини розмаху.

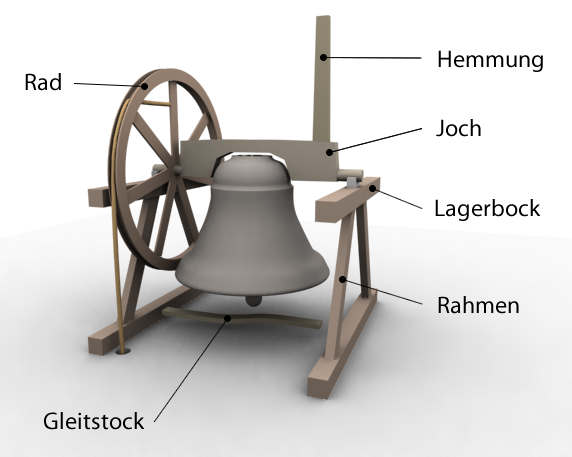
Модель підвісу рухомого дзвона
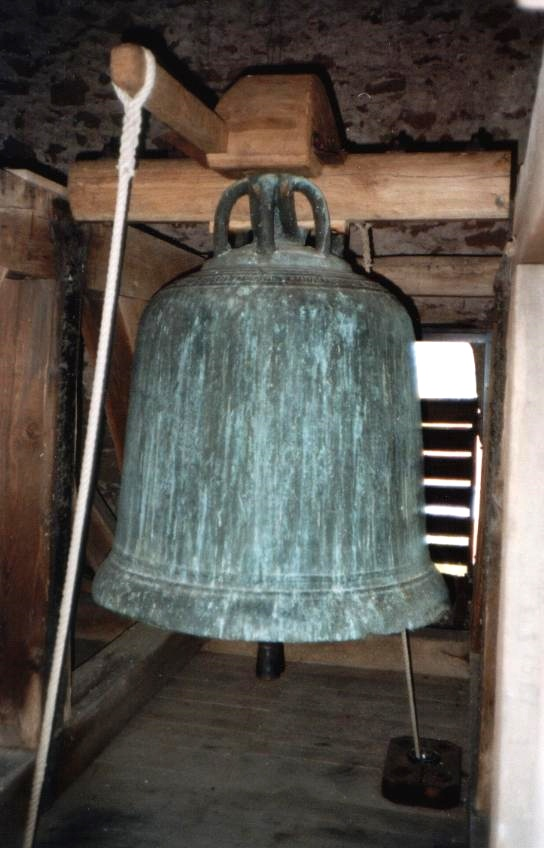
Рухома балка з важелем
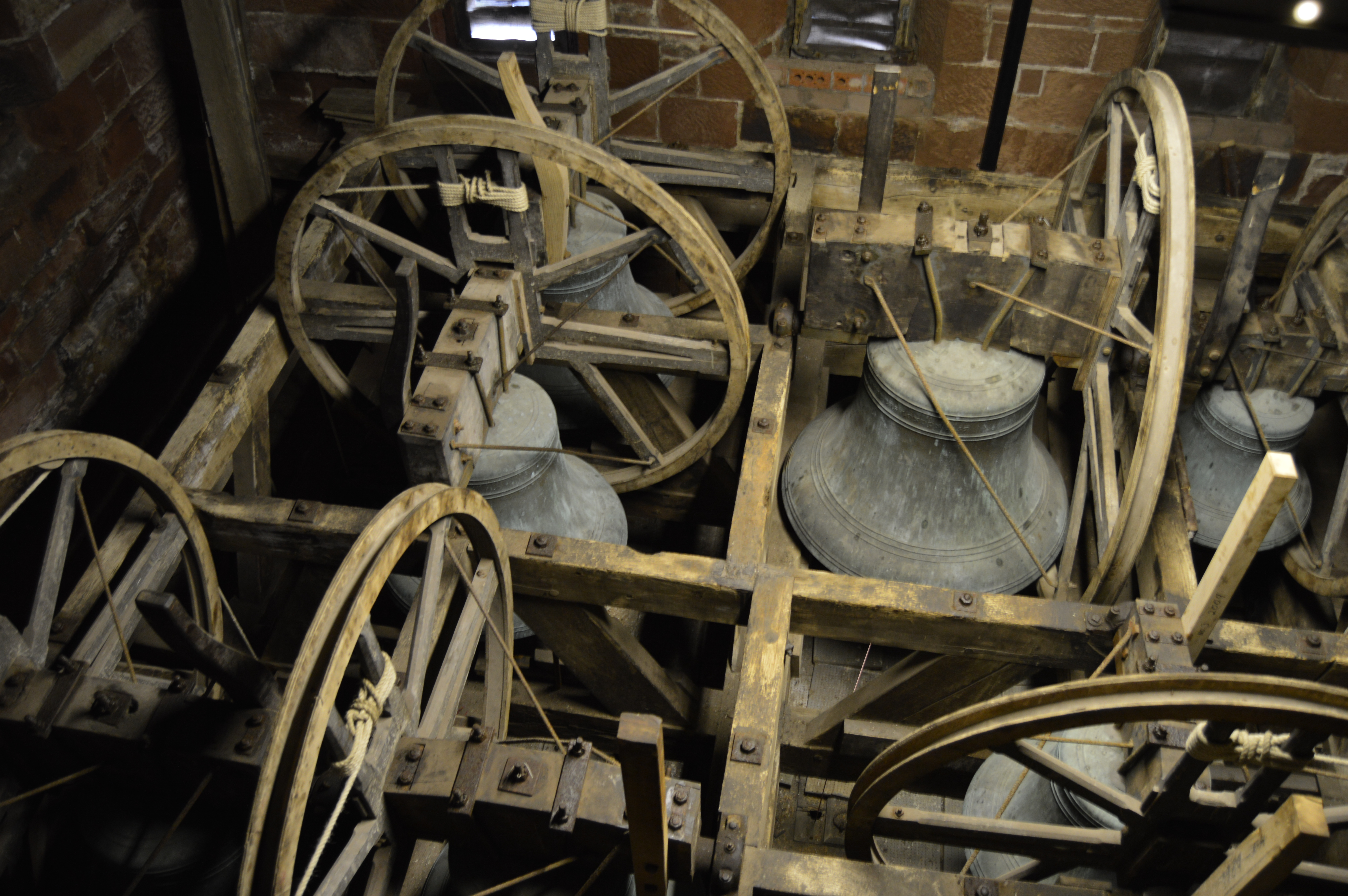
Англійські дзвони «з повним обертом» у положенні донизу вустям
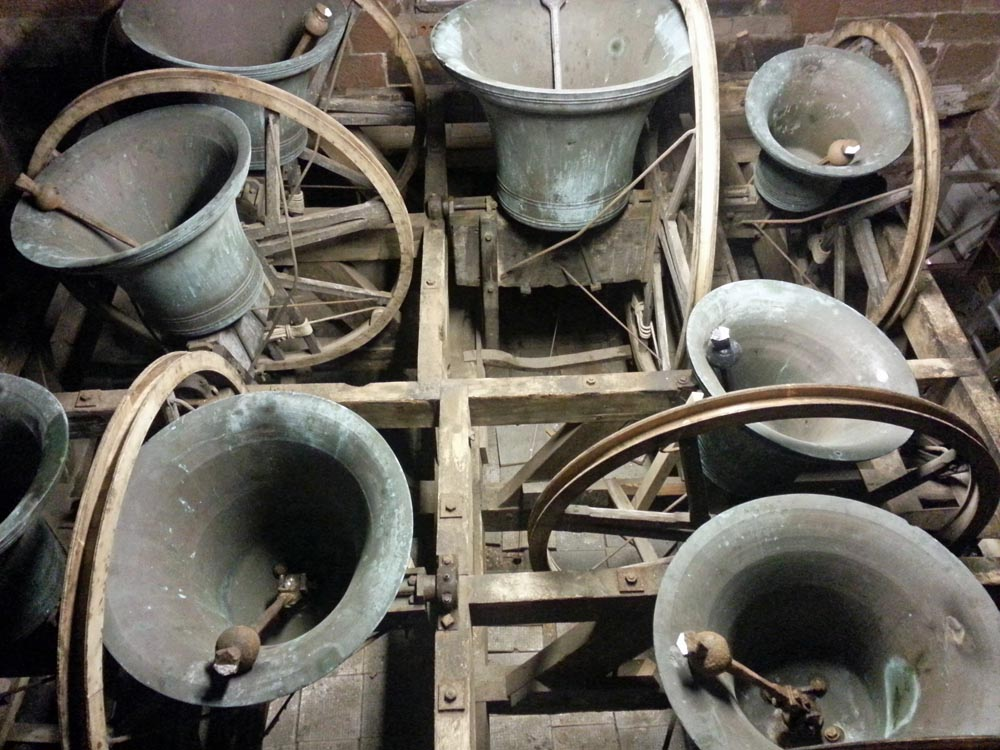
Англійські дзвони «з повним обертом» у положенні догори вустям
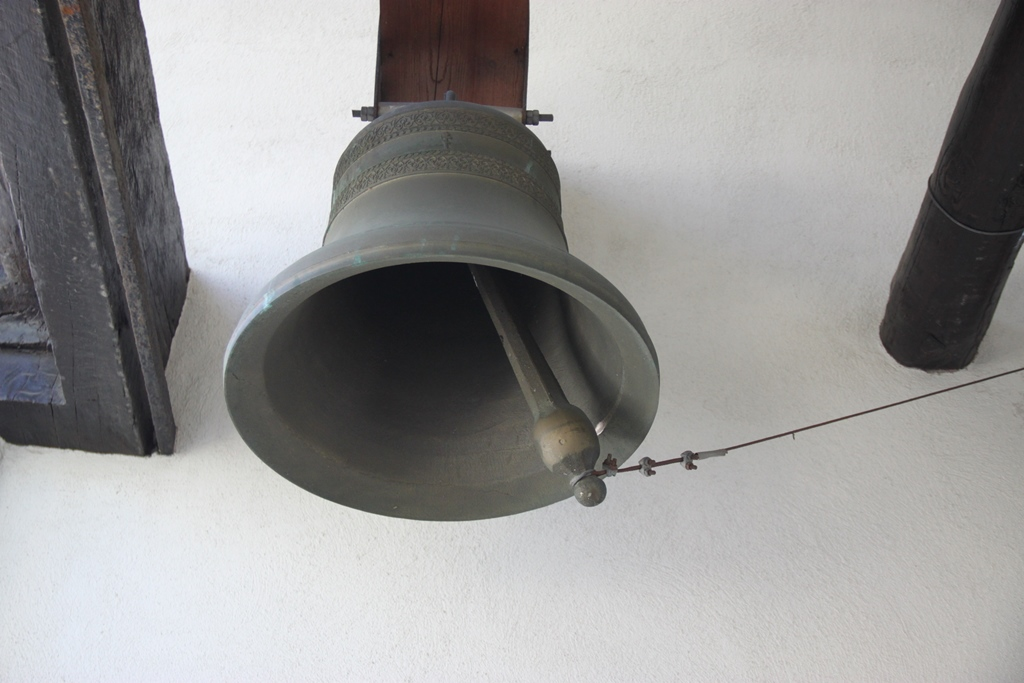
Било нерухомого дзвона

## Виготовлення дзвонів

### Відливання
Процес виготовлення дзвонів включає декілька етапів:
1. За допомогою кружала виготовляється осердя, яке повторює внутрішній профіль дзвона («бовван», «ступа»).
2. За допомогою кружала на нього наноситься тимчасова сорочка (фальшивий дзвін, модель) із поверхневим шаром із воску.
3. За фальшивим дзвоном виробляється кожух.
4. Після висихання кожуха віск витоплюється.
5. Форма розбирається та кожух, що повторює зовнішній профіль дзвона, обробляється зсередини.
6. Форма збирається у зворотній послідовності та прожарюється вогнем, що розводиться усередині осердя.
7. До форми прикріплюється верхня частина з формою коронки дзвона та системою литника.
8. Проводиться скріплення частин форми, обмазування та сушіння.
9. У одній або декількох печах готується дзвонова бронза та направляється за системою литника в порожнину форми.
10. Залита форма остигає до кімнатної температури, після чого вона розбивається для витягання виливки.
11. Виливка очищується від пригорілих частинок форми, живильники системи литника обрубуються, починається доведення зовнішніх поверхонь для надання естетичного вигляду.
12. Підвішується ударник і проводяться контрольні удари для визначення якості відлитого дзвона[11].

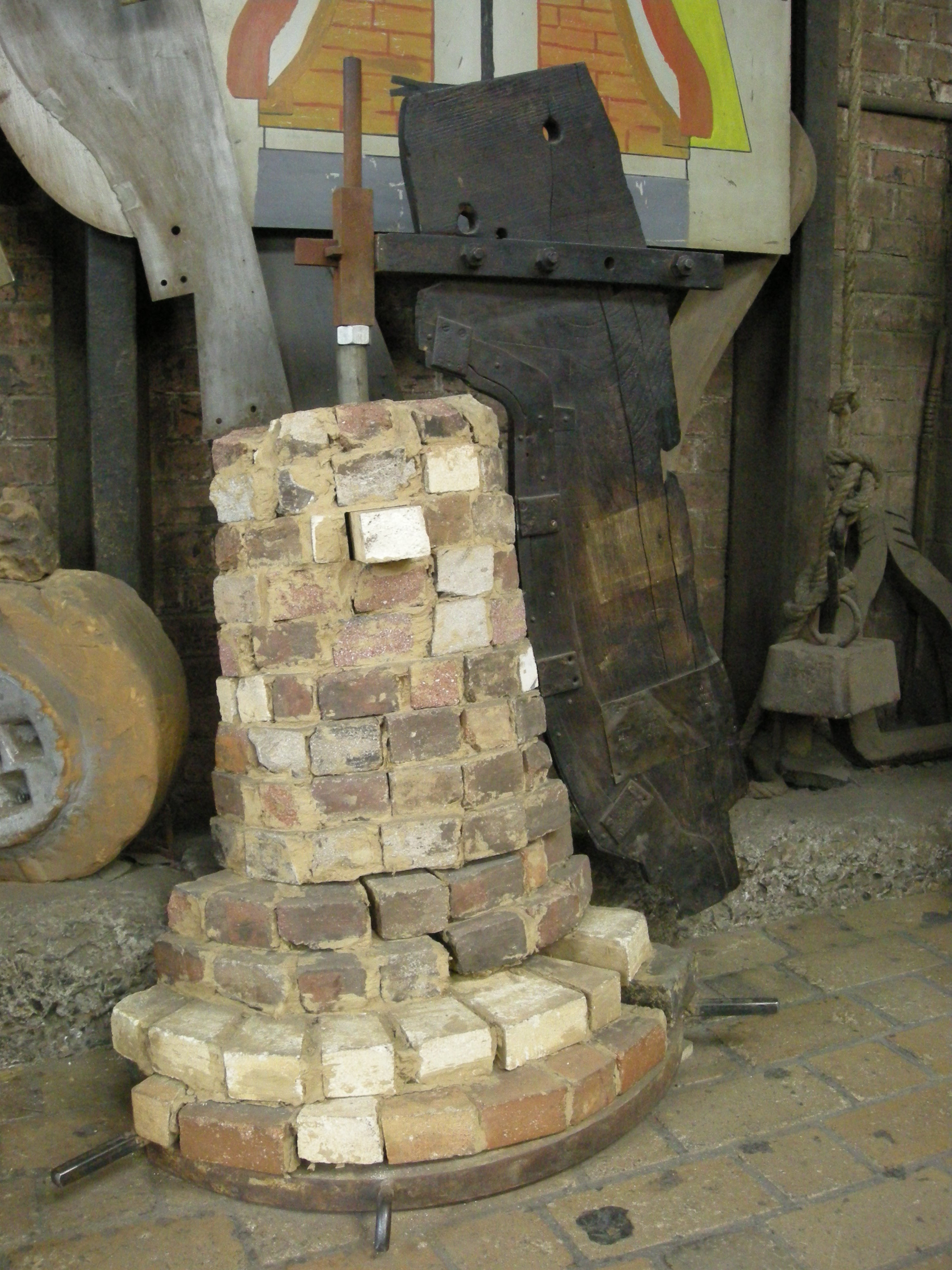
1) Осердя з вогнетривкої цегли
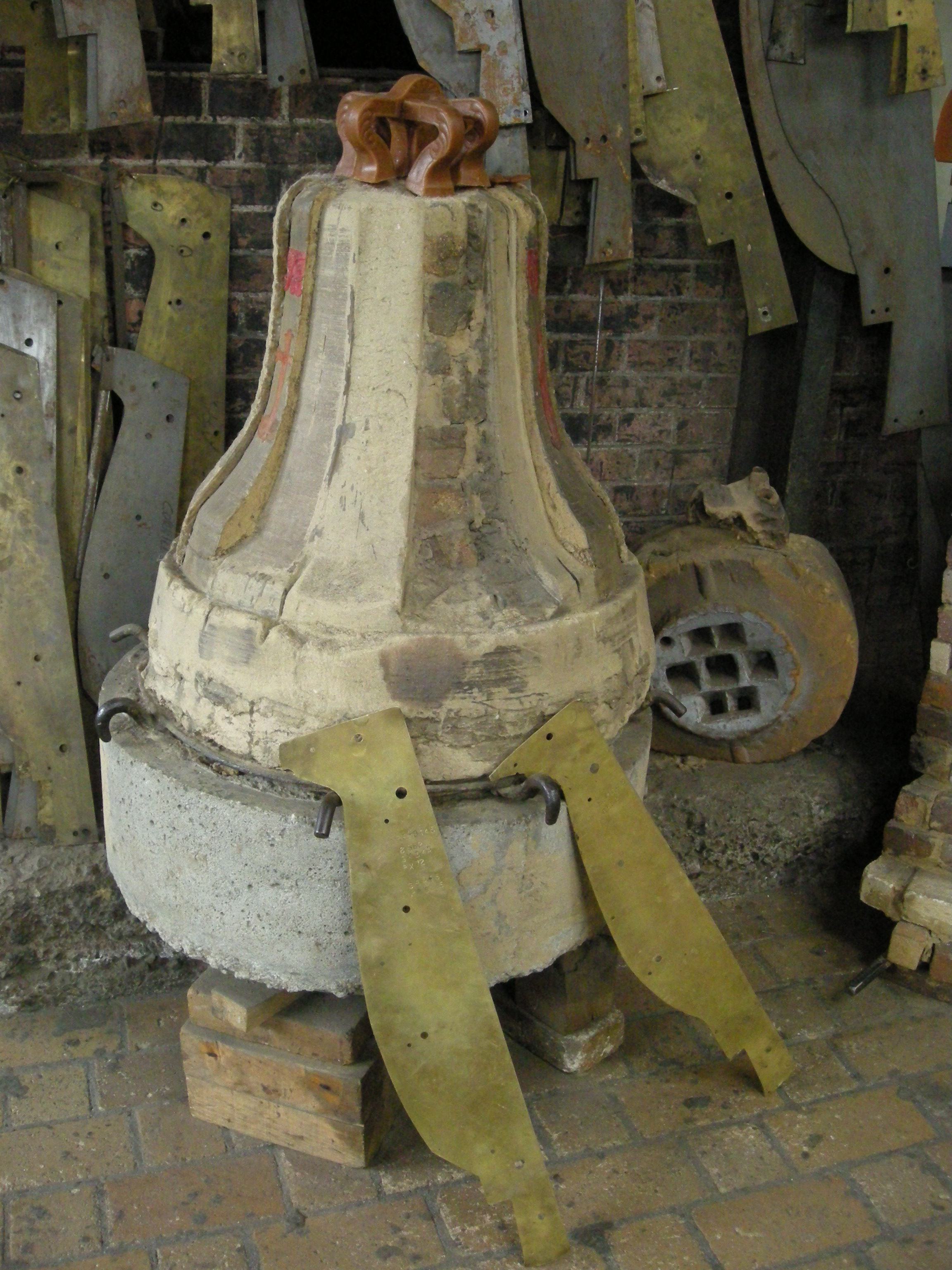
2) Тимчасова сорочка
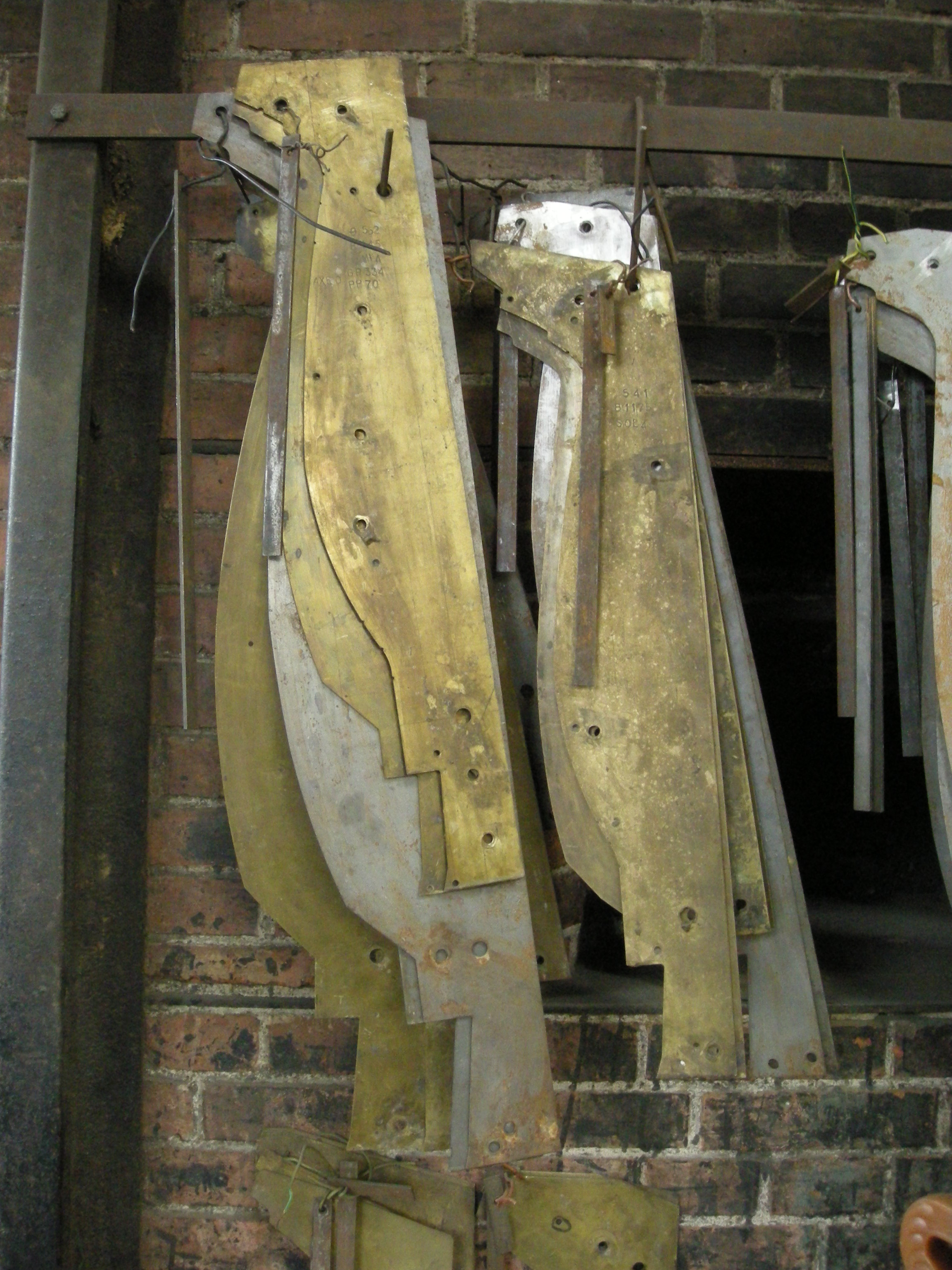
3) Внутрішні й зовнішні лекала
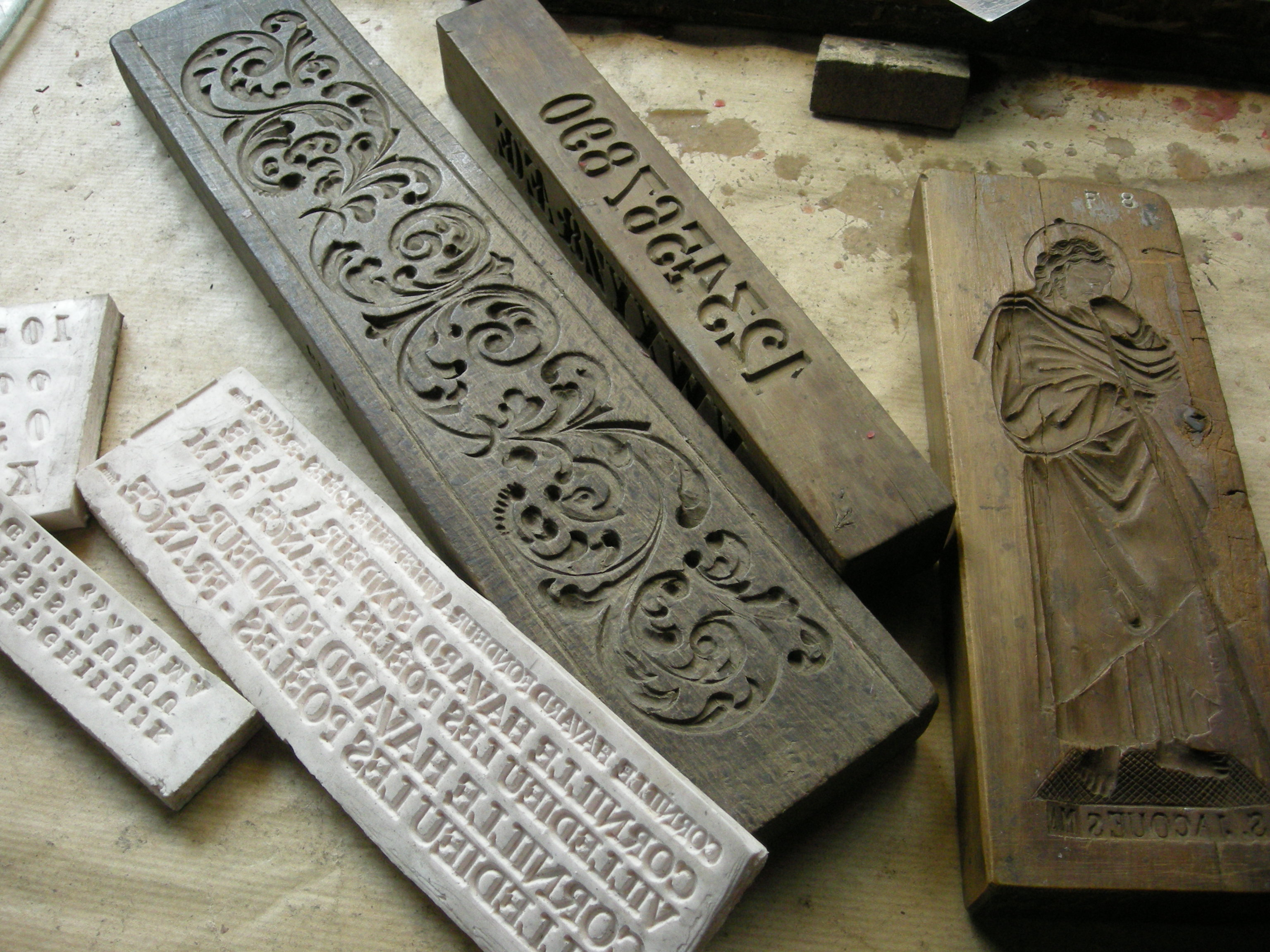
4) Печатні дошки для рельєфів
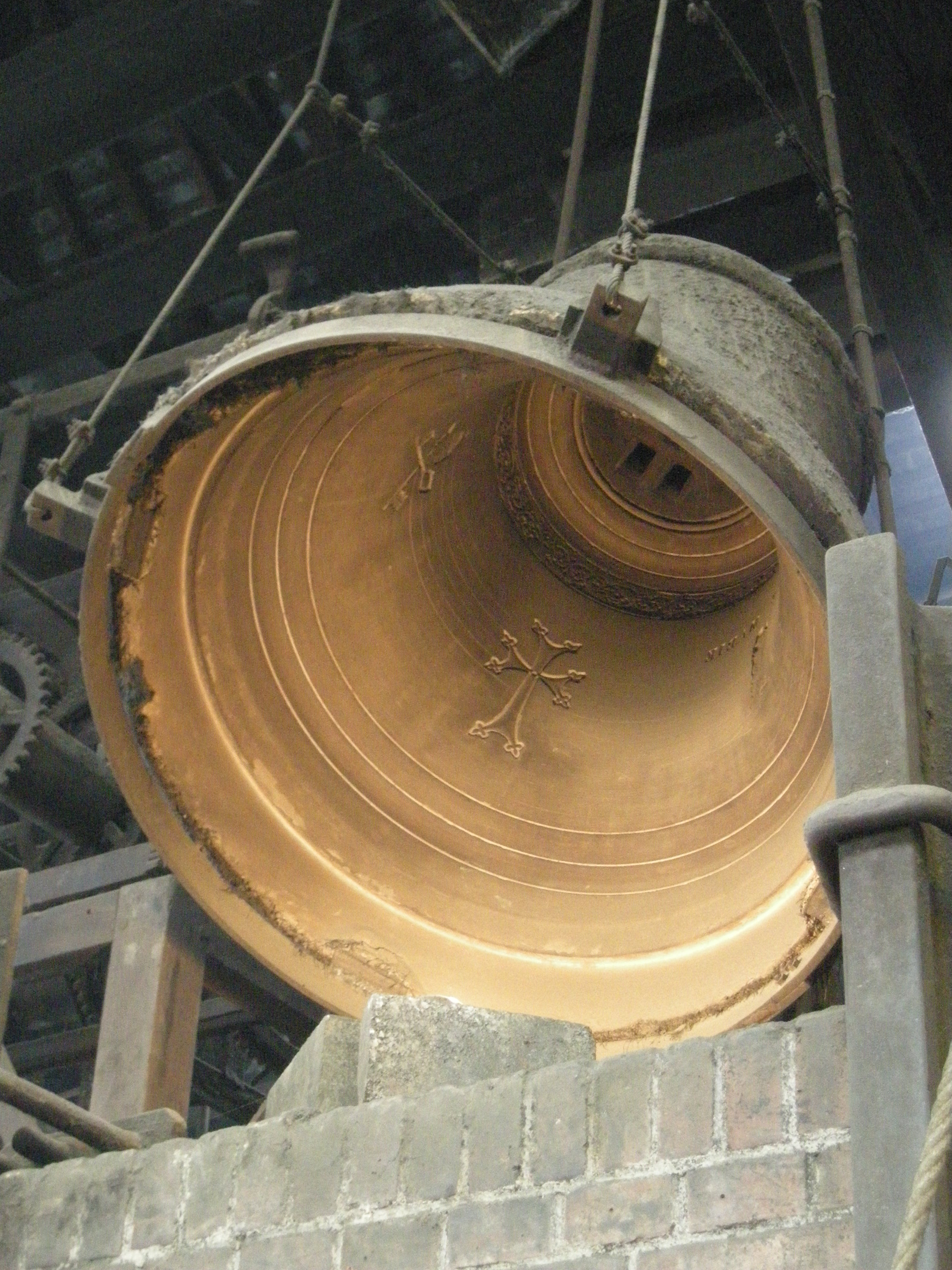
5) Оформлення зводу
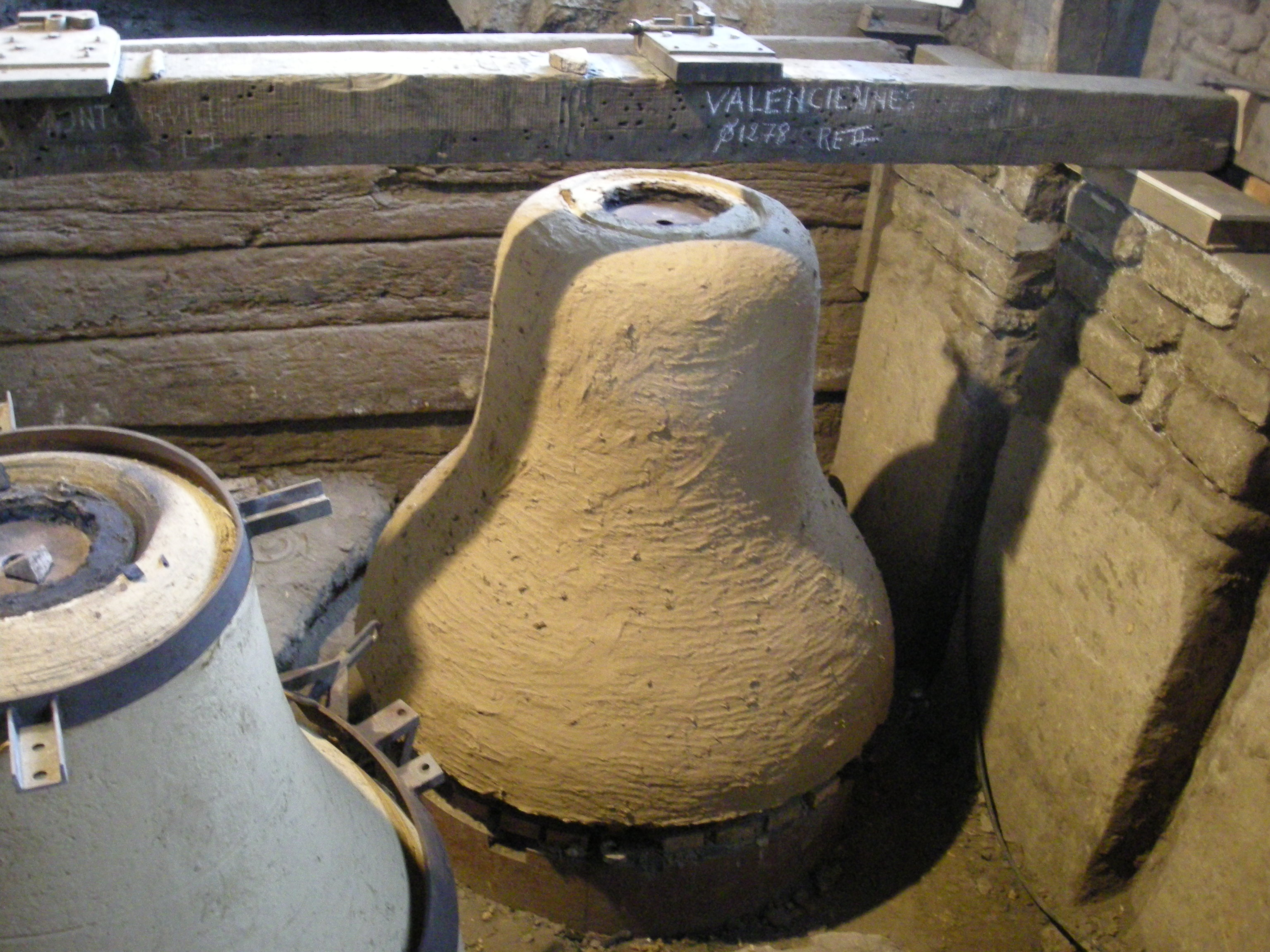
6) Ливарна яма
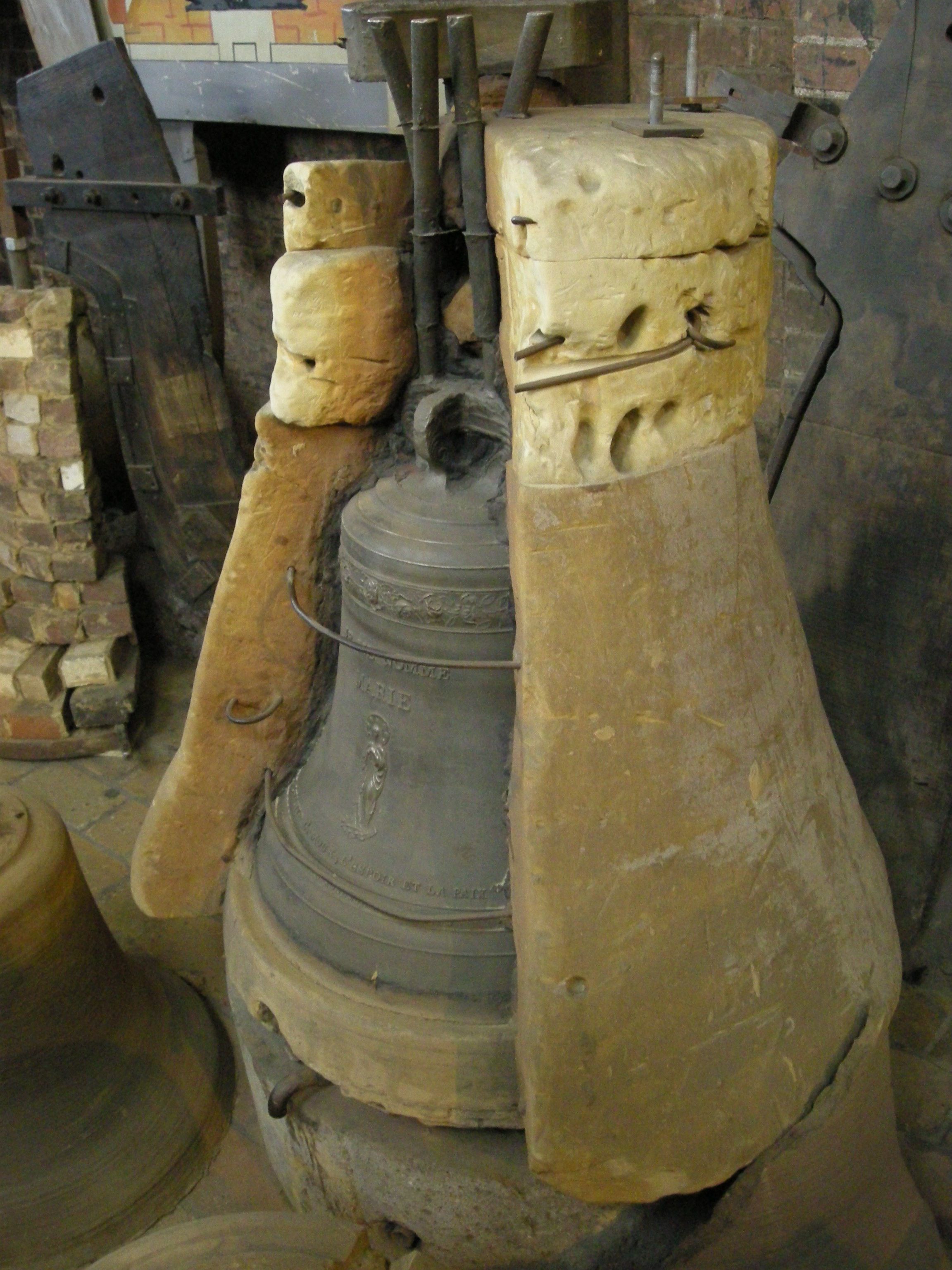
7) Зовнішній кожух
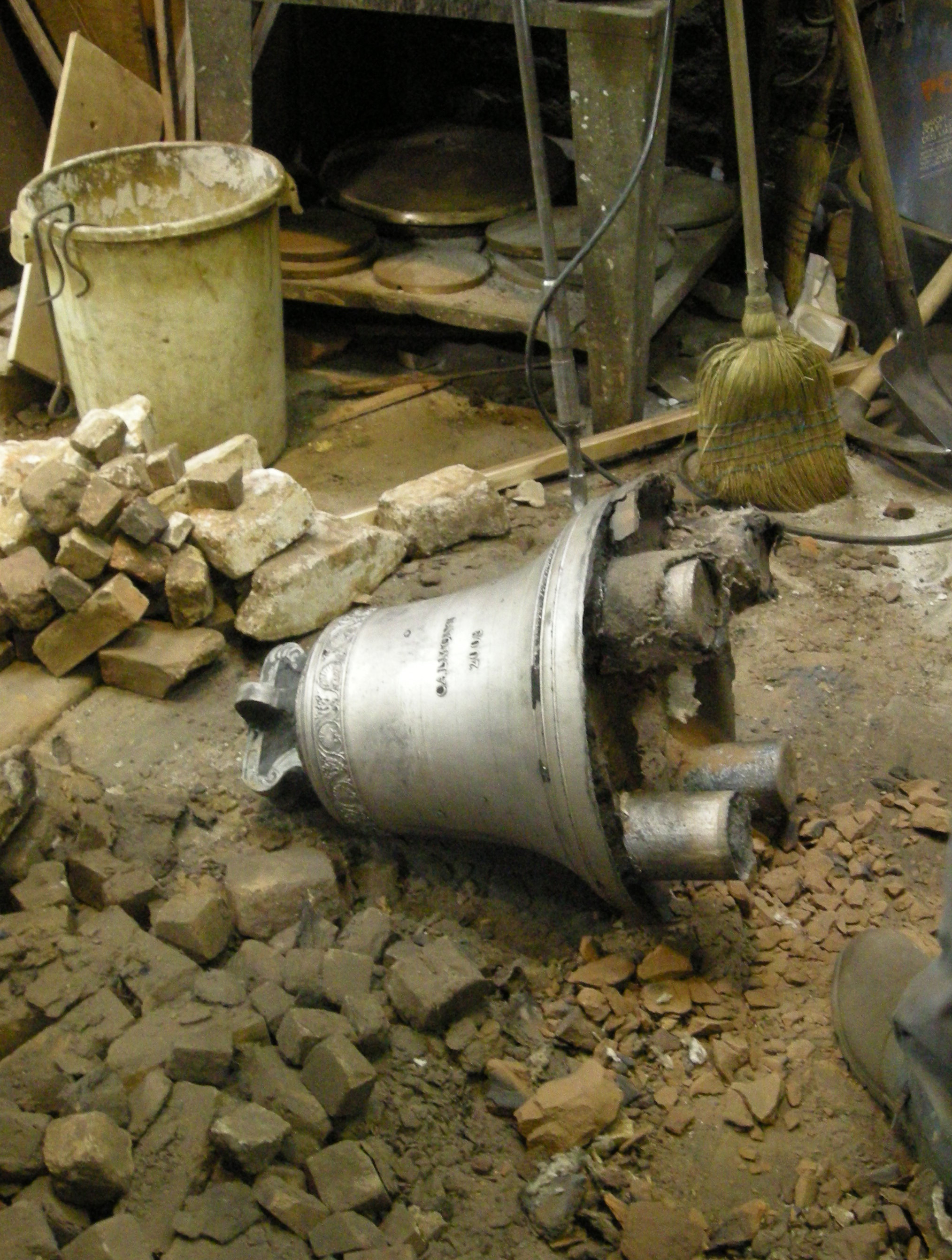
8) Ручне виймання з форми

## Дзвін як музичний інструмент
Деякі дзвони використовують як музичний інструмент для світської музики: це карильйон, агого чи ансамблі музикантів із ручними дзвониками. Їх використовують у багатьох напрямках популярної музики: дзвоніння можна почути в піснях «Hells Bells» гурту «AC/DC» чи в пісні «For Whom the Bell Tolls» гурту «Metallica».

## Дзвін як засіб сигналізації
Здавна дзвін використовували для сигналізації. В разі тривоги били на сполох (часто в спеціальний сполоховий дзвін). Дзвони застосовували для подачі сигналів у тумані, подібно до сучасних ревунів і наутофонів (туманних горнів). Дзвони використовують поряд з гонгами для оголошення початку чи закінчення боксерського раунду.
Ручні дзвоники колись застосовувалися для оголошення початку уроків і перерв у школах. Зараз вони значною мірою витіснені електричними дзвінками, але вони зберігаються в церемоніальному ужитку: на святах першого й останнього дзвінка.

## Дзвони на флоті

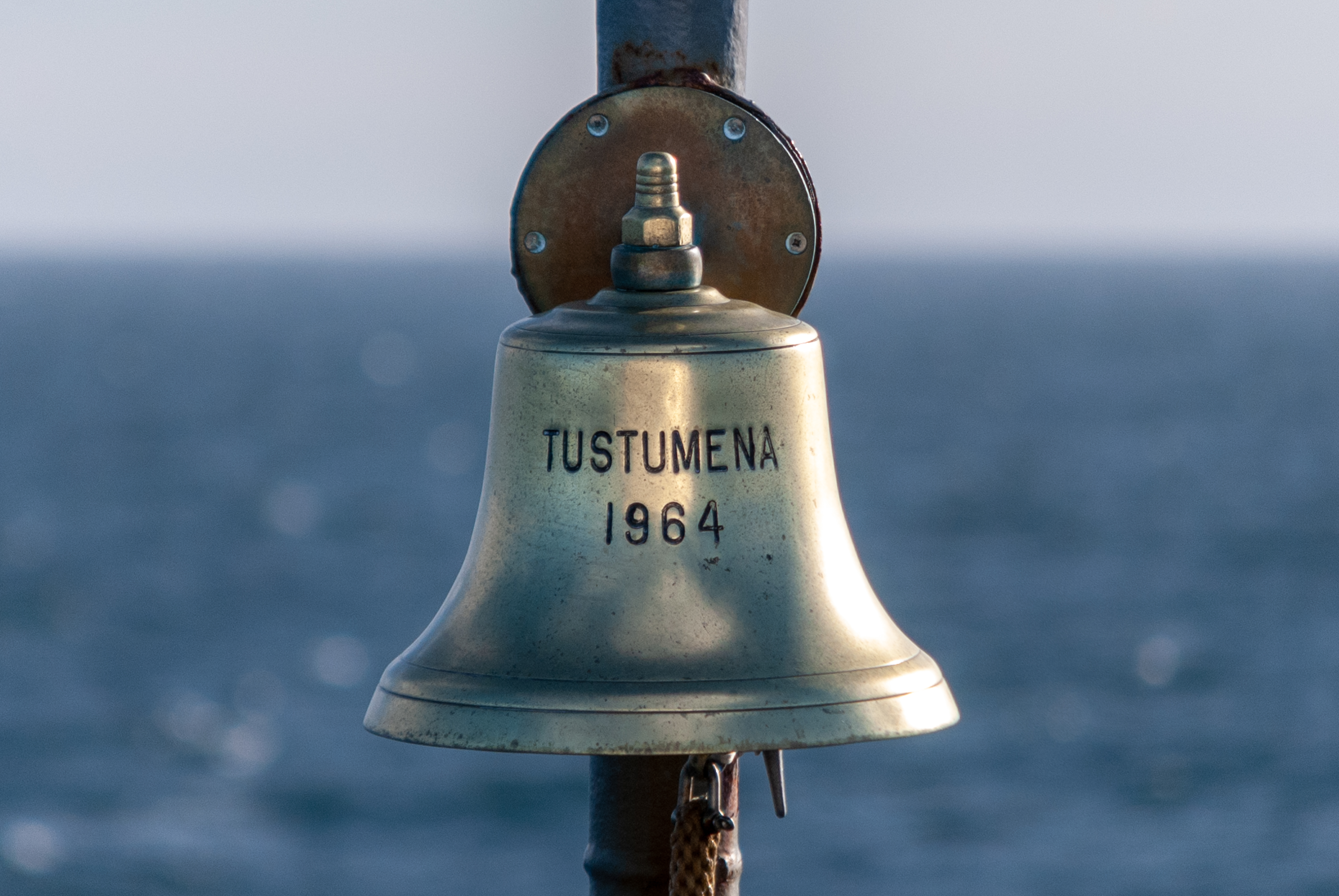
Дзвін порома MV Tustumena

Судновий чи корабельний дзвін (неправильно «ринда») призначається переважно для відбиття склянок (проміжків часу) і для подання сигналу збору, також застосовується для пожежного сполоху, для подання сигналів у тумані (замість туманної сирени). Традиція приписує відливати дзвін для кожного судна окремо, з назвою судна та роком відливання на корпусі.
Суднові дзвони з'явилися у XVI—XVII ст. Вважається, що корабельні дзвони походять від церковних: дзвін для моряків був річчю особливою та священною, слугував для захисту від злих духів. З плином часу він став символом, обличчям корабля. Попри кількасотлітнє використання суднових дзвонів, лише 1889 року Вашингтонська Міжнародна конференція з мореплавства офіційно затвердила їх уживання на флоті. За традицією, всі судна досі мають власний дзвін, за винятком підводних човнів, суден на повітряній подушці, деяких невеликих катерів.

## Дзвони в сільському господарстві

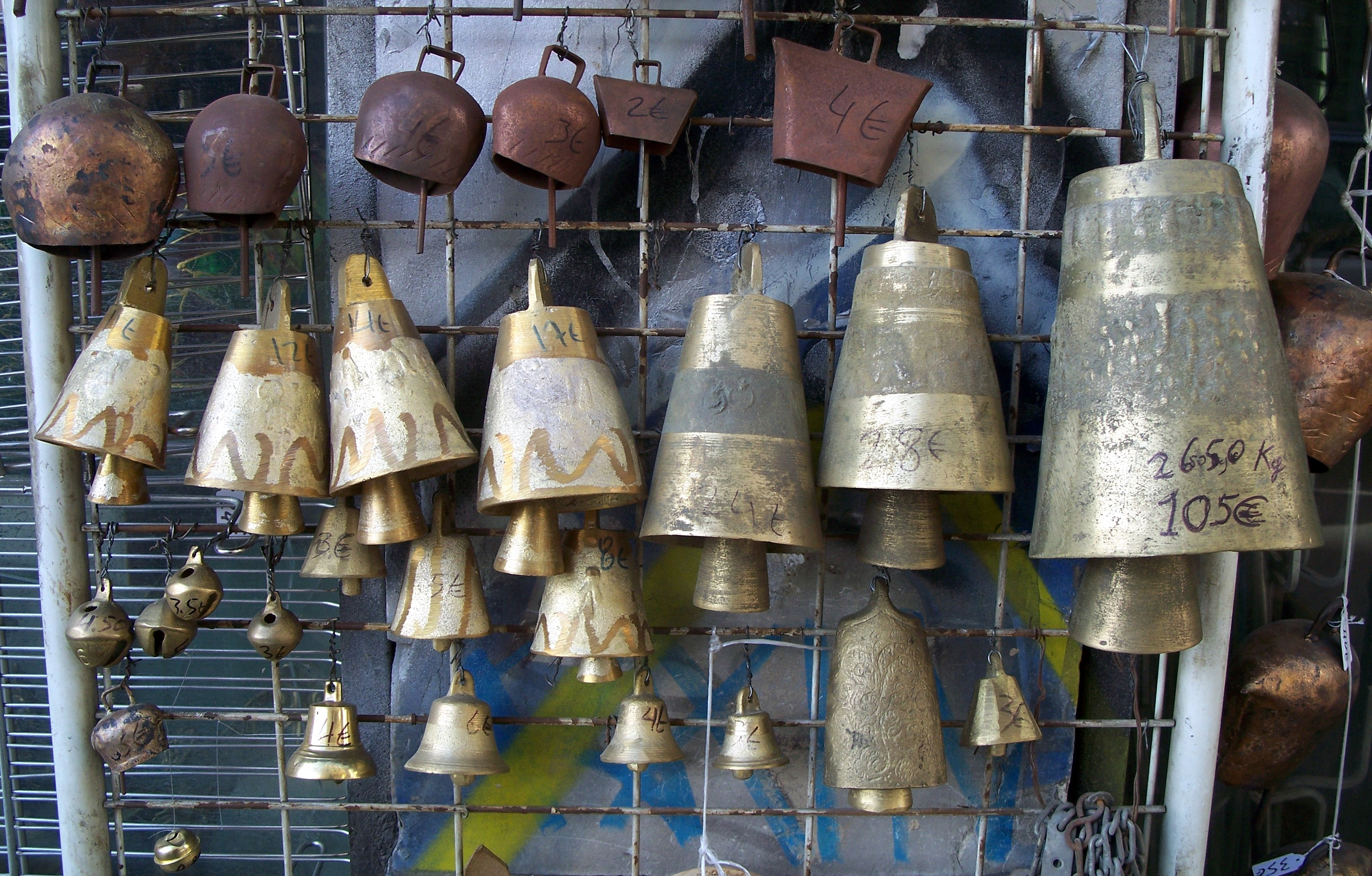
Пастуші дзвоники. Греція

Маленькі пастуші дзвоники прив'язують на шию свійській худобі, щоб її легше було розшукувати в темряві, у лісі (цей прилад знаний як бовкало, калатало, калаталка, калатайка, клепало, клепачка, клокичка, колокільце, тронка, цокотушка, цоркотало).
Відоме використання дзвоників у кінській збруї: під дугою у голобельно-дуговому запрягу.

## Дзвони в культурі

### Дзвін у слов'янській міфології

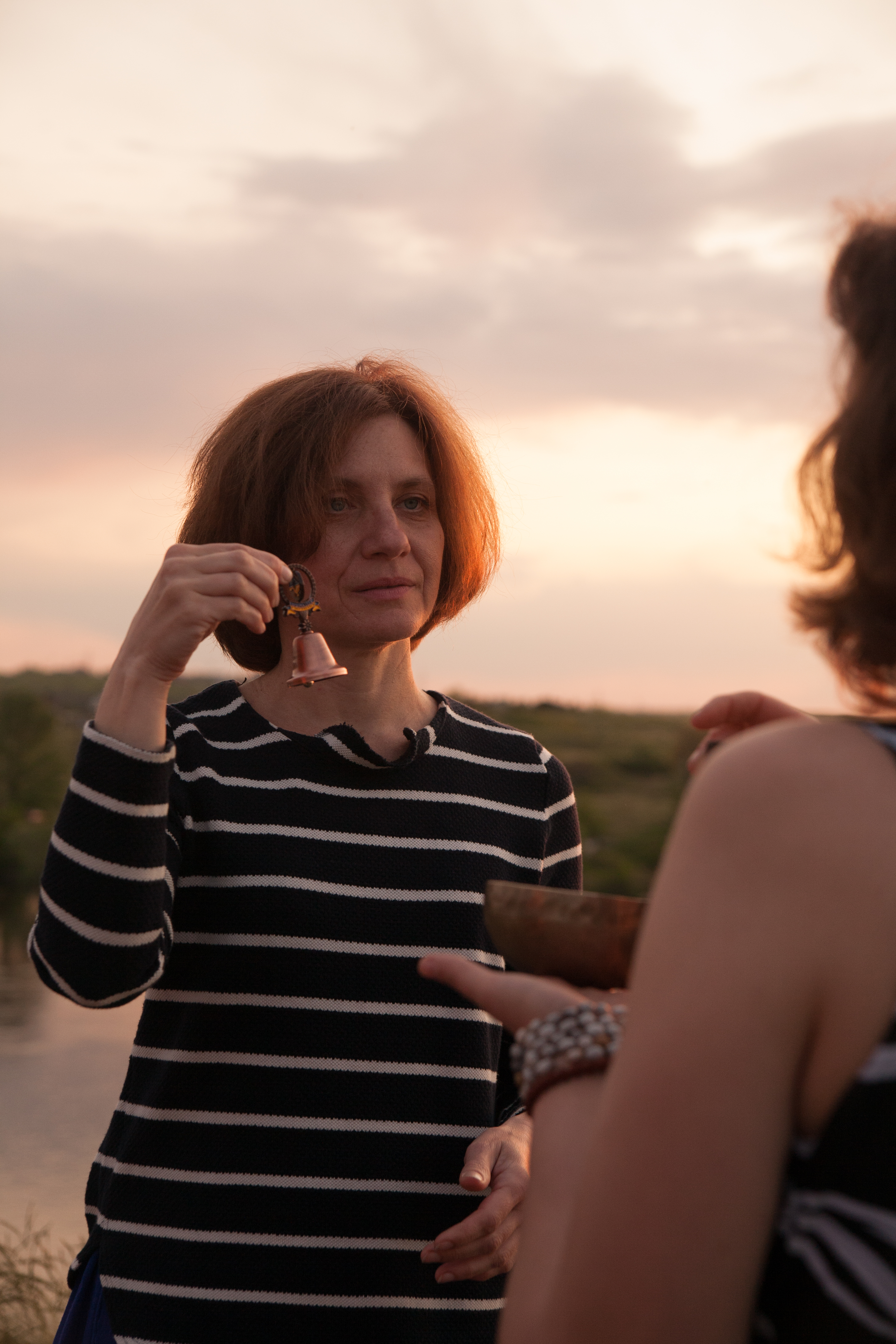
Жінка грає на дзвоні

Повір'я й обряди, що стосуються дзвонів, отримали найбільший розвиток у слов'янських католицьких традиціях, а також на заході українсько-білоруській території. 

#### Дзвін і сфера містичного

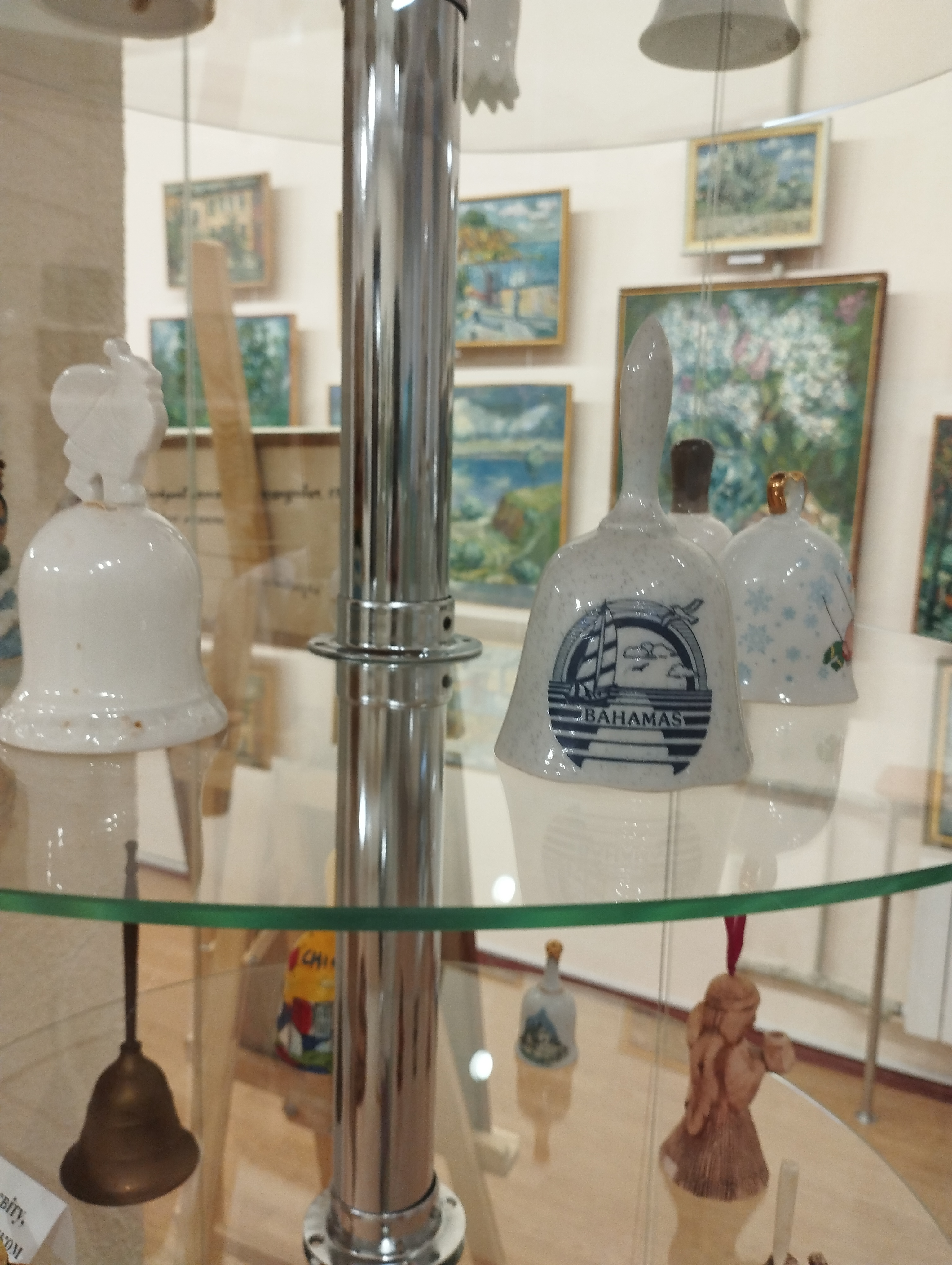
Колекція дзвіночків зі всього світу. Музей мистецтв Кіровоградської обласної ради, 2025 р.

У слов'янських замовляннях відсутність дзвону, як і інших звуків, що належать людині та її найближчому оточенню, вказує на сферу небуття: зокрема, хвороби «посилають» на «потойбіччя», де не співає півень, не дзвонить дзвін тощо. За польськими повір'ями, вуж, що опинився в такому місці, де протягом семи років не чутно людського голосу і дзвона, перетворюється на крилатого змія, надзвичайно небезпечного для людини.
Дзвін показовий з погляду розмежування «чистого» та «нечистого» часу. В усіх слов'янських традиціях відомі повір'я про те, що деякі міфологічні персонажі показуються на очі людям і займаються своєю підступною діяльністю тільки після того, як віддзвонить дзвін. Спеціально це відноситься до періоду від Страсного четверга до Страсної суботи, коли дзвони, відповідно до церковного канону, не дзвонять взагалі. Мовчання дзвонів — це час їхнього «говіння» та «скорботи» з приводу кончини і мук Ісуса Христа. Щоб нечиста сила не мала можливості торжествувати перемогу та творити зло, в цей період прийнято було замінювати дзвін іншими звуками — хлопці ходили ночами по селу з дзвіночками та тріскачками, старі били гілками по церковній підлозі або лавах в костьолі (у Словенії це називалося «Йти на барабан»).
На Поділлі у разі якої-небудь крадіжки прийнято було мазати било церковного дзвона часником і дзвонити в нього, після чого злодій втрачав всяку надію залишитися невпізнанним.
Самогубцям і людям, які померли раптово без відпущення гріхів і покаяння, дзвін замінював церковний обряд, наприклад, звичай ховати таких небіжчиків під дзвін і збирати пожертвування на лиття дзвонів на спасіння їхніх душ.

#### Магічні властивості
Все скоєне в той час, коли звучав дзвін, освячувалося присутністю вищої сили, її співучастю в діяльності людини. Саме тому, ймовірно, святковий дзвін (особливо на Різдво — у південних слов'ян і на Великдень — в католицьких традиціях) сприймався як сакральний час, сприятливий для початку («закладення») багатьох господарських робіт і здійснення різноманітних магічних дій.
У Сербії та Македонії під дзвін на Різдво жінки тричі пускали човник по ткацькому верстату, щоб протягом року їм легко ткалось; коваль тричі ударяв по ковадлу, а колісник — по дереву, щоб протягом року в них була робота; у хліву господар проводив скреблом по кожній тварині та давав їм небагато корму, щоб худоба була здорова та приносила приплід; господиня зав'язувала в цей час «вогнищні» ланцюги, «закриваючи» тим самим на рік пащі вовкам і зміям тощо. В Сербії пасічник під дзвін на Різдво обв'язував вулики спеціальною ниткою, щоб рої не розліталися; у Моравії робили те ж саме, щоб хто-небудь не викрав бджіл; у Ярославській губернії під час биття дзвонів на Великдень охочі позбутися бородавок повинні були потерти їх кісткою мертвяка; у багатьох слов'янських традиціях під великодній дзвін люди умивалися у джерелі, щоб бути здоровими, а дівчата — щоб бути красивими і позбавитися веснянок; під дзвін на Різдво дівчата ворожили про шлюб тощо.
Дзвін, що став частиною слов'янської народної культури на достатньо пізньому етапі, сприйняв магічні функції, які традиційно приписуються нею іншим формам інтенсивного звуку (гучному голосу, стрілянині, крику й ін.). Дзвін наділяється здатністю впливати на вегетацію культурних рослин. В Україні і східній Польщі на Великдень хлопці поперемінно забиралися на дзвіницю і дзвонили в дзвони: вважалося, що у того, хто зробить це раніше та гучніше за інших, краще вродить гречка. У Росії жінки дзвонили в дзвони на Великдень, сподіваючись на те, що у них виросте високий льон. У західних слов'ян під дзвін в Страсну суботу, коли він поновлювався після перерви, трясли плодові дерева, щоб вони краще плодоносили.
Разом з іншими формами обрядового шуму, дзвін використовували для розгону градових хмар, при наближенні яких прийнято було дзвонити в дзвони; іноді для цього навіть встановлювали спеціальні дзвони. Словенці вважали, що той дзвін, який раніше інших задзвонить на Трійцю, матиме велику силу впливу на градоносні хмари. Вважали також, що дзвона боїться нечиста сила, що насилає хмари чи управляє ними (наприклад, планетники). Дзвонили в дзвони і під час сонячного та місячного затемнення, щоб демонічні істоти, які викрадають або пожирають Сонце та Місяць, залишили їх.
У разі важкої агонії тому, хто вмирає, міг допомогти дзвін «по схід душі», який відганяв від нього нечистих духів. Дзвону приписується колосальна сила дії і на інші природні стихії. У російських змовах, вимовних при відшукуванні скарбу, дзвін (як і «голос Божий») коливає землю, оголює закладені в ній скарби та вражає нечисту силу, яка стереже їх.

#### Асоціації та повір'я
Дзвін асоціюється, з одного боку, з людським голосом, з іншої — зі слухом. У прикметах і снотлумаченнях дзвін нерідко віщує отримання звістки. Щоб добре співати, дівчата п'ють воду, якій заздалегідь омили церковний дзвін (напр. у гуцульському замовлянні, вимовному при цьому: «йік ти голосний, аби і я така голосна була»). Охочі зцілитися від глухоти, стають на Великдень під великий дзвін. На весіллі під час вінчання дзвонять у дзвони, щоб молоде подружжя та їх діти не страждали глухотою тощо.
Дзвін співвідноситься і зі смертю. Наприклад, звичай хреститися під звук церковного дзвона, поминаючи померлих, і навмисно дзвонити в дзвони на Великдень на згадку про них. Як загроза смерті сприймалася в народі обіцянка, дана живій людині, «заплатити їй на подзвін», тобто дати в церкву гроші за поминальний передзвін по ньому. До цієї загрози вдавалися у разі різних життєвих непорозумінь, при несплаті боргу, при сварках і образах, тощо. Проводжаючи з будинку або з села нелюбиму всіма людину або небажаного гостя, влаштовували йому «подзвін», тобто імітували дзвін, стукаючи по горщиках і металевому посуді. Так вчиняли для того, щоб він ніколи назад не повернувся.
Дзвін зазвичай провіщав смерть. Якщо під час руху весільного поїзда пролунає дзвін, це загрожує смертю молодим або одному з них; побачений уві сні дзвін передбачає смерть одному з тих, що живуть під одним дахом (в домі); дзвін, почутий дівчиною в Святвечір під час ворожінь, провіщає їй смерть протягом року тощо. Якщо людина почує вночі, як дзвонить на дзвіниці упир або «ходячий» небіжчик, вона неодмінно помре до ранку. Мабуть, із цією особливістю народного сприйняття дзвону й пов'язані ті, що зрідка зустрічаються повір'я про те, що сильний дзвін перешкоджає роїнню бджіл, цвітінню та колосінню хлібів тощо.
Як і іншим видам звуків, звуку дзвона приписується медитативна функція. Вважають, зокрема, що звуки дзвона в одне з весняних свят можуть розбудити предків і донести до них звістку про настання свята.

### Музеї дзвонів
- В Україні влаштовано музей дзвонів у замку Любарта (місто Луцьк) у так званій Владичій вежі.

### Фестиваль дзвонів
У вересні 2011р. на Полтавщині пройшов Другий міжнародний фестиваль церковного дзвону «Диканьські передзвони». Фестиваль традиційно проходить у два етапи: перша частина фестивалю відбулася 3 вересня при Свято-Троїцькому храмі села Великі Будища Диканського району, а основна частина фестивалю відбулася 4 вересня при Свято-Миколаївському храмі Диканьки.

### Прислів'я, мовні звороти
- Дзвін великий лити — брехати, верзти дурниці
- Чули дзвін, та не знали, де він — не зовсім розібралися в суті
- Ударив у дзвін, як треба в макогін
- Піп у дзвін, а чорт у калатало — кожен за своє
- Як у дзвін ударило — про блискавичну звістку
- Нащо про те у великий дзвін дзвонити — не треба розголошувати
- Дзвін до церкви скликає, а сам у ній не буває
- І дзвін без серця нічого не вартий, а тим більше безсердечна людина

### У літературі
|  | І коли дзвін лунав з тернівської церкви, скликаючи вірних на молитву, чи то в неділю, чи в суботу, то серце в кожного українського селянина здригалося від теплого почуття кревності і спільності однієї долі із своїм шановним панотцем.— Т. Осьмачка. «Старший боярин» |

|  | ...Цей великий дзвін звався Марі. У південній вежі вона була єдиною, якщо не рахувати її сестру Жаклін, дзвін дещо меншого розміру, забраний у меншу за розміром кліть поруч. Ця Жаклін отримала своє ім'я на честь дружини Жана де Монтаґю, який подарував дзвін церкві, що втім, не завадило йому вирушити красуватися без голови на Монфокон. У другій вежі було шість інших дзвонів, і нарешті, шість менших займали дзвіницю на середохресті, з дерев'яним билом, у яке дзвонили тільки з вечора Прощеного Четверга до ранку Великодньої служби. Таким чином, Квазімодо мав п'ятнадцять дзвонів у своєму гаремі, але дебела Марі була його фавориткою… …він кричав своїм помічникам, що знаходилися на вежі поверхом нижче, починати. Ті повисали на линвах, коловорот кричав, і величезна металева капсула повільно приходила в рух. Квазімодо з трепетом слідовав за нею очима. Перший удар била о бронзову стінку змушував дрижати риштування, на якому вона висіла. Квазімодо стрясався разом із дзвоном. Бах! — кричав він із спалахом безумного сміху. Між тим рух дзвона-баса пришвидшувався, і у міру того, як кут його розмаху ставав дедалі більшим, так само й око Квазімодо ставало дедалі фосфоричнішим і полум'яним. Нарешті дзвін сягав повного розмаху, дрижала вся вежа, риштування, даховий свинець, камені кладки, все грюкотало разом, від паль фундаменту до хрестів увінчання. Оригінальний текст (фр.) [...Cette grande cloche s’appelait Marie. Elle était seule dans la tour méridionale avec sa sœur Jacqueline, cloche de moindre taille, enfermée dans une cage moins grande à côté de la sienne. Cette Jacqueline était ainsi nommée du nom de la femme de Jean de Montagu, lequel l’avait donnée à l’église, ce qui ne l’avait pas empêché d’aller figurer sans tête à Montfaucon. Dans la deuxième tour il y avait six autres cloches, et enfin les six plus petites habitaient le clocher sur la croisée avec la cloche de bois qu’on ne sonnait que depuis l’après-dîner du jeudi absolu, jusqu’au matin de la vigile de Pâques. Quasimodo avait donc quinze cloches dans son sérail, mais la grosse Marie était la favorite... ...il criait à ses aides, placés à l’étage inférieur de la tour, de commencer. Ceux-ci se pendaient aux câbles, le cabestan criait, et l’énorme capsule de métal s’ébranlait lentement. Quasimodo, palpitant, la suivait du regard. Le premier choc du battant et de la paroi d’airain faisait frissonner la charpente sur laquelle il était monté. Quasimodo vibrait avec la cloche. Vah ! criait-il avec un éclat de rire insensé. Cependant le mouvement du bourdon s’accélérait, et à mesure qu’il parcourait un angle plus ouvert, l’œil de Quasimodo s’ouvrait aussi de plus en plus phosphorique et flamboyant. Enfin la grande volée commençait, toute la tour tremblait, charpentes, plombs, pierres de taille, tout grondait à la fois, depuis les pilotis de la fondation jusqu’aux trèfles du couronnement. ] Помилка: {{Lang}}: текст вже має курсивний шрифт (допомога) — В. Гюґо. «Собор Паризької Богоматері» |

.

### Переносне значення
Слова на кшталт «(роз-)дзвонити» означають рознести звістку, переказати, повідомити — переважно із негативним контекстом.

## Інше
Згідно зі словником Даля, в Мінській губернії «колоколом» називали важку колоду, підвішену до дерева з бджолиною бортю. Залізши на дерево, ведмідь намагався відштовхнути від себе «колокіл», але нарешті падав з дерева.